# Autovía A-44
Die Autovia A-44, auch als Autovía Sierra Nevada bekannt, ist eine Autobahn in Spanien. Die Autobahn beginnt in Bailén und endet in Motril.

## Abschnitte
| Position | Kurzbezeichnung des Abschnitts | Abschnitt                                                                                           | km      | Eröffnung                                 |
| -------- | ------------------------------ | --------------------------------------------------------------------------------------------------- | ------- | ----------------------------------------- |
| 1        | A-44                           | Bailén (A-4-Jaén) (nord)                                                                            | 40      | 1996                                      |
| 2        | A-44                           | Jaén (nord)-La Guardia                                                                              | 13,9    | 1995                                      |
| 3        | A-44                           | La Guardia-Noalejo                                                                                  | 27,7    | 1997                                      |
| 4        | A-44                           | Noalejo-Albolote                                                                                    | 38,7    | 1996                                      |
| 5        | A-44                           | Innenring von Granada Abschnitt 1: Albolote - Bobadilla Abschnitt 2: Bobadilla - Armilla - Alhendín | 6 7,2 3 | 1990                                      |
| 6        | A-44a                          | Calicasas - Albolote (Variante/Außenring von Granada)                                               | 5,8     | 2015                                      |
| 7        | A-44a                          | Albolote-Santa Fe (Variante/Außenring von Granada) Subtramo: Albolote - N-334                       | 2,2     | 2015                                      |
| 8        | A-44a                          | Albolote-Santa Fe (Variante/Außenring von Granada) (Teilabschnitt N-334 - Santa Fe)                 | 3       | in Planung Eröffnung voraussichtlich 2017 |
| 9        | A-44a                          | Santa Fe-Las Gabias (Variante/Außenring von Granada)                                                | 9       | in Planung                                |
| 10       | A-44a                          | Las Gabias - Alhendín (Variante/Außenring von Granada)                                              | 9,5     | in Planung                                |
| 11       | A-44                           | Alhendín-Dúrcal                                                                                     | 18,5    | 2001                                      |
| 12       | A-44                           | Dúrcal-Ízbor                                                                                        | 8,5     | 2002                                      |
| 13       | A-44                           | Ízbor-Vélez de Benaudalla                                                                           | 10      | 2009                                      |
| 14       | A-44                           | Vélez de Benaudalla-La Gorgoracha (A-7)                                                             | 9,5     | 2008                                      |

## Streckenverlauf
| Position | km  | Abschnitt | Anschluss an    |
| -------- | --- | --- | --------------- |
| 1        |     | Jaén-Granada-Málaga-Algeciras | A-4 E-5         |
| 2        | 0   | Bailén |                 |
| 3        | 3   | Bailén-Linares | A-32            |
| 4        | 12  | Bailén-Industriegebiet-Jabalquinto | A-302           |
| 5        | 16  | Mengíbar-Industriegebiet-Jabalquinto | JA-4101         |
| 6        | 20  | Mengíbar-Villargordo | A-6000          |
| 7        | 26  | Las Infantas-Villargordo | N-323           |
| 8        | 36  | Jaén (nord)-Industriegebiet-Mancha Real-Torredelcampo-Martos | J-12 A-316      |
| 9        | 40  | Jaén-Avda.Granada-Einkaufszentrum - Puente Nuevo-Cerro Molina | A-316           |
| 10       | 46  | La Guardia de Jaén |                 |
| 11       | 50  | Pegalajar |                 |
| 12       |     | Zarzalejo (Tunnel) |                 |
| 13       |     | La Cerradura (Tunnel) |                 |
| 14       | 58  | Cambil-Huelma | A-324           |
| 15       | 64  | Carchelejo-Arbuniel | JA-3206 JA-3207 |
| 16       | 67  | Área de Servicio |                 |
| 17       |     | Santa Lucía |                 |
| 18       | 74  | Campillo de Arenas |                 |
| 19       |     | Puerto Carretero (Höhe: 1.040 m) |                 |
| 20       | 77  | Noalejo |                 |
| 21       |     | Provinz Granada/Provinz Jaén |                 |
| 22       | 79  | Área de Servicio |                 |
| 23       | 84  | Campotéjar |                 |
| 24       | 89  | Benalúa de las Villas-Alcalá la Real Dehesas Viejas Domingo Pérez de Granada | A-403           |
| 25       | 97  | Iznalloz-Onítar-Guadix-Almería | A-308           |
| 26       | 108 | Deifontes-Arenales |                 |
| 27       | 111 | Colomera-Los Llanos de Silva-Embalse del Cubillas | A-4076          |
| 28       | 116 | Embalse del Cubillas-Calicasas-Güevéjar |                 |
| 29       | 117 | El Aire |                 |
| 30       | 118 | Málaga-Sevilla-Algeciras-Córdoba-Almería-Guadix-Murcia | A-92            |
| 31       | 119 | Albolote-Monteluz |                 |
| 32       | 121 | Peligros-Industriegebiet Juncaril |                 |
| 33       | 122 | Industriegebiet Asegra |                 |
| 34       | 123 | Granada-Busbahnhof-Almanjáyar-Maracena |                 |
| 35       | 125 | Flughafen-Córdoba-Málaga-Sevilla-Avd. Andalucía | N-432 A-92      |
| 36       | 127 | Avda. de la Constitución-Distrito Chana |                 |
| 37       | 128 | Distrito Chana-Méndez Núñez |                 |
| 38       | 129 | Distrito Chana-Recogidas |                 |
| 39       | 131 | Granada-Parque de las Ciencias - Palacio de Exposiciones y Congresos de Granada-Armilla                                                                                           |                 |
| 40       | 132 | Ronda Sur de Granada-Sierra Nevada-Alhambra-P.T. Ciencias de la Salud-Armilla (in Richtung Jaén zusätzlich Parque de las Ciencias - Palacio de Congresos - Granada Sur - Armilla) | A-395           |
| 41       | 135 | Ogíjares-Armilla |                 |
| 42       | 137 | Alhendín-Villa de Otura |                 |
| 43       | 139 | La Malahá-Villa de Otura | A-385           |
| 44       |     | Puerto del Suspiro del Moro (Höhe: 865 m) |                 |
| 45       | 144 | El Padul-Otívar | A-4050          |
| 46       | 153 | Cónchar-Cozvíjar-Dúrcal-Albuñuelas |                 |
| 47       | 157 | Dúrcal-Nigüelas |                 |
| 48       | 159 | Lecrín-El Valle |                 |
| 49       | 164 | Pinos del Valle-Lanjarón-Béznar | A-348           |
| 50       | 169 | Ízbor-Acebuches | N-323           |
| 51       | 175 | Vélez de Benaudalla-Órgiva-Alpujarras | A-346           |
| 52       | 181 | Vélez de Benaudalla-La Gorgoracha | A-4133          |
| 53       | 183 | Motril (west)-Salobreña-Almuñécar-Málaga-Motril (ost)- Puerto de Motril-Almería                                                                                                   | E-15 A-7        |

## Größere Städte an der Autobahn
- Bailén
- Jaén
- Granada
- Motril